# Такертон (Нью-Джерсі)
Такертон (англ. Tuckerton) — місто (англ. borough) в США, в окрузі Оушен штату Нью-Джерсі. Населення — 3577 осіб (2020).

## Географія
Такертон розташований за координатами 39°35′31″ пн. ш. 74°20′1″ зх. д. / 39.59194° пн. ш. 74.33361° зх. д. (39.592075, -74.333511).  За даними Бюро перепису населення США в 2010 році місто мало площу 9,85 км², з яких 8,71 км² — суходіл та 1,14 км² — водойми.

## Демографія
Згідно з переписом 2010 року, у селищі мешкало 3347 осіб у 1396 домогосподарствах у складі 872 родин. Було 1902 помешкання
Расовий склад населення:
| - 93,8 % — білих - 1,0 % — азіатів - 0,7 % — чорних або афроамериканців - 0,1 % — корінних американців - 2,1 % — осіб інших рас |

До двох чи більше рас належало 2,3 %. Частка іспаномовних становила 6,1 % від усіх жителів.
За віковим діапазоном населення розподілялося таким чином: 21,2 % — особи молодші 18 років, 61,2 % — особи у віці 18—64 років, 17,6 % — особи у віці 65 років та старші. Медіана віку мешканця становила 42,5 року. На 100 осіб жіночої статі у селищі припадало 99,0 чоловіків;  на 100 жінок у віці від 18 років та старших — 93,1 чоловіків також старших 18 років.
Середній дохід на одне домашнє господарство  становив 69 904 долари США (медіана — 64 273), а середній дохід на одну сім'ю — 87 116 доларів (медіана — 76 105). Медіана доходів становила 55 839 доларів для чоловіків та 40 972 долари для жінок. За межею бідності перебувало 7,7 % осіб, у тому числі 5,6 % дітей у віці до 18 років та 9,6 % осіб у віці 65 років та старших.
Цивільне працевлаштоване населення становило 1699 осіб. Основні галузі зайнятості: освіта, охорона здоров'я та соціальна допомога — 26,7 %, роздрібна торгівля — 15,4 %, мистецтво, розваги та відпочинок — 10,7 %, виробництво — 9,0 %.